# 萩尾パーキングエリア
萩尾パーキングエリア（はぎおパーキングエリア）は、大分県日田市大字二串の大分自動車道上にあるパーキングエリア。

## 道路
- E34 大分自動車道

## 歴史
- 1990年3月10日 : 朝倉IC - 日田IC開通と共に供用開始
- 2006年7月25日 : 下り線に災害対応型自動販売機を設置。

## 施設

### 上り線（鳥栖方面）
- 駐車場
  - 大型9台
  - 小型18台
- トイレ
  - 男性　大5（和式1・洋式4）・小6
  - 女性　7（和式1・洋式6）
  - 車椅子用　1
- 自動販売機（災害対応型自動販売機）

### 下り線（大分方面）
- 駐車場
  - 大型9台
  - 小型18台
- トイレ
  - 男性　大5（和式1・洋式4）・小6
  - 女性　7（和式1・洋式6）
  - 車椅子用　1
- 自動販売機（災害対応型自動販売機）

## 隣
E34 大分自動車道
(4)杷木IC - 萩尾PA - (5)日田IC